# حاشیه فاز
حاشیه فاز یا حاشیه زاویه یا PM (به انگلیسی: Phase margin) اختلاف فاز بین سیگنال خروجی و ورودی یک سیستم (یا تابع فرکانسی سیستم) از ۱۸۰ درجه است که بر حسب درجه بیان می‌شود. این اصطلاح بیشتر در تقویت‌کننده‌های الکترونیکی و بحث پایداری سیستم‌های کنترل استفاده می‌شود.
حاشیه فاز در فرکانسی اندازه‌گیری می‌شود که در آن اندازه تابع تبدیل سیستم برابر مقدار یک می‌باشد و از قرار دادن این فرکانس در رابطه فاز تابع تبدیل و کم کردن آن از ۱۸۰ درجه، مقدار حاشیه فاز بر حسب درجه به دست می‌آید.

## تئوری
به‌طور معمول تأخیر فاز حلقه باز (نسبت به ورودی، φ <۰) با فرکانس متفاوت است، به تدریج افزایش می‌یابد تا بیش از ۱۸۰ درجه، که در آن فرکانس سیگنال خروجی معکوس می‌شود، یا آنتی فاز در رابطه با ورودی. PM در فرکانسهای کوچکتر از فرکانس تنظیم وارونگی مثبت خواهد بود (PM = ۰) و PM در فرکانسهای بالاتر PM (0 <PM) منفی است. در صورت وجود بازخورد منفی، PM صفر یا منفی در فرکانسی که افزایش حلقه بیش از واحد باشد (۱) بی‌ثباتی را تضمین می‌کند؛ بنابراین PM مثبت یک «حاشیه ایمنی» است که عملکرد مناسب (غیر نوسانی) مدار را تضمین می‌کند. این امر در مدارهای تقویت کننده و همچنین به‌طور کلی، در فیلترهای فعال، تحت شرایط مختلف بار (به عنوان مثال بارهای راکتیو) اعمال می‌شود. در ساده‌ترین شکل، شامل تقویت کننده‌های ولتاژ بازخورد منفی ایده‌آل با بازخورد غیر واکنشی، حاشیه فاز در فرکانسی اندازه‌گیری می‌شود که افزایش ولتاژ حلقه باز تقویت کننده برابر با افزایش ولتاژ DC حلقه بسته مورد نظر باشد.
به‌طور کلی، PM به عنوان تقویت کننده و شبکه بازخورد آن با هم ترکیب می‌شود ("حلقه"، که به‌طور معمول در ورودی تقویت کننده باز می‌شود)، اندازه‌گیری شده در فرکانسی که ثبات حلقه واحد است، و قبل از بسته شدن حلقه، از طریق گره زدن به خروجی حلقه باز به منبع ورودی، به گونه ای که از آن کم شود.
در تعریف حلقه-افزایش فوق، فرض بر این است که ورودی تقویت کننده بار صفر دارد. برای ایجاد این کار برای ورودی بدون بار صفر، برای تعیین پاسخ فرکانس افزایش حلقه، باید خروجی شبکه بازخورد با بار معادل بارگیری شود.
همچنین فرض بر این است که نمودار بهره در برابر فرکانس با یک شیب منفی از بهره واحد عبور می‌کند و فقط یک بار این کار را انجام می‌دهد. این ملاحظه فقط در مورد شبکه‌های بازخورد واکنش پذیر و فعال اهمیت دارد، همان‌طور که ممکن است در مورد فیلترهای فعال وجود داشته باشد.
حاشیه فاز و مفهوم همراه مهم آن، حاشیه بهره، معیارهای ثبات در حلقه بسته، سیستم‌های کنترل پویا هستند. حاشیه فاز پایداری نسبی را نشان می‌دهد، تمایل به نوسان در طول پاسخ میرایی آن به یک تغییر ورودی مانند یک تابع گام. حاشیه بهره نشان دهنده پایداری مطلق و درجه ای است که سیستم بدون محدودیت، با توجه به هرگونه اختلال، نوسانی می‌کند.
سیگنال‌های خروجی همه تقویت کننده‌ها در مقایسه با سیگنال‌های ورودی خود تأخیر زمانی را نشان می‌دهند. این تأخیر باعث ایجاد اختلاف فاز بین سیگنال‌های ورودی و خروجی تقویت کننده می‌شود. اگر مراحل کافی در تقویت کننده وجود داشته باشد، در برخی فرکانس‌ها، سیگنال خروجی یک سیکل در آن فرکانس از سیگنال ورودی عقب می‌ماند. در این شرایط، سیگنال خروجی تقویت کننده با سیگنال ورودی آن فاز خواهد بود اگرچه ۳۶۰ درجه از آن عقب است، یعنی خروجی دارای زاویه فاز ۶۰۳۶۰ درجه است. این تأخیر در تقویت کننده‌هایی که از بازخورد استفاده می‌کنند نتیجه زیادی دارد. دلیل: اگر سیگنال خروجی فید فاز با سیگنال ورودی در فرکانسی که افزایش ولتاژ حلقه باز آن برابر با افزایش ولتاژ حلقه بسته‌است و افزایش ولتاژ حلقه باز، یک یا بیشتر باشد، نوسان می‌کند. نوسان رخ خواهد داد زیرا سیگنال خروجی برگشت خورده سپس سیگنال ورودی را در آن فرکانس تقویت می‌کند. در تقویت کننده‌های عملیاتی معمولی، زاویه فاز خروجی بحرانی -۱۸۰ درجه است زیرا خروجی از طریق ورودی معکوس به ورودی می‌شود که ۱۸۰- درجه اضافی اضافه می‌کند.